# Parafia Zwiastowania Najświętszej Maryi Pannie w Landwarowie
Parafia Zwiastowania Najświętszej Maryi Pannie w Landwarowie – rzymskokatolicka parafia znajdująca się w archidiecezji wileńskiej, w dekanacie trockim, na Litwie.
Do parafii należy kaplica Najświętszej Maryi Panny w Wace Trockiej, w Wilnie.
Msze święte odprawiane są w językach polskim i litewskim, zarówno w Landwarowie jak i w Wace.

## Historia
Właściciel majątku w Landwarowie hr. Władysław Tyszkiewicz od 1897 czynił starania o budowę kościoła w Landwarowie, władze rosyjskie udzieliły jednak zezwolenia na urządzenie jedynie tymczasowej kaplicy. Msze święte odbywały się w jadalni Pałacu Tyszkiewiczów, gdzie urządzono prowizoryczny ołtarz oraz w kaplicy grobowej Tyszkiewiczów w Wace Trockiej z 1870.
18 czerwca 1905 władze carskie wydały zgodę na budowę kościoła, do której z obawy przed zmianą decyzji, niezwłocznie przystąpiono. 25 marca 1906 biskup wileński Edward von Ropp erygował parafię w Landwarowie. Objęła ona Landwarów, Wakę Trocką i okoliczne miejscowości, które dotychczas należały do parafii w Trokach, Starych Trokach i Wszystkich Świętych w Wilnie. Na terytorium nowej parafii mieszkało wówczas 3998 katolików. Od początku istnienia parafia należy do dekanatu trockiego archidiecezji wileńskiej.
Budowę kościoła zakończono w 1926. Wykończenie i wyposażenie świątyni trwało do lat 50. XX w.
W okresie komunizmu parafia działała, a nawet w II połowie lat 40. prowadzono prace naprawcze zniszczeń wojennych i wyposażono świątynię w meble. 19 czerwca 1955 kościół konsekrował biskup poniewieski Kazimieras Paltarokas.

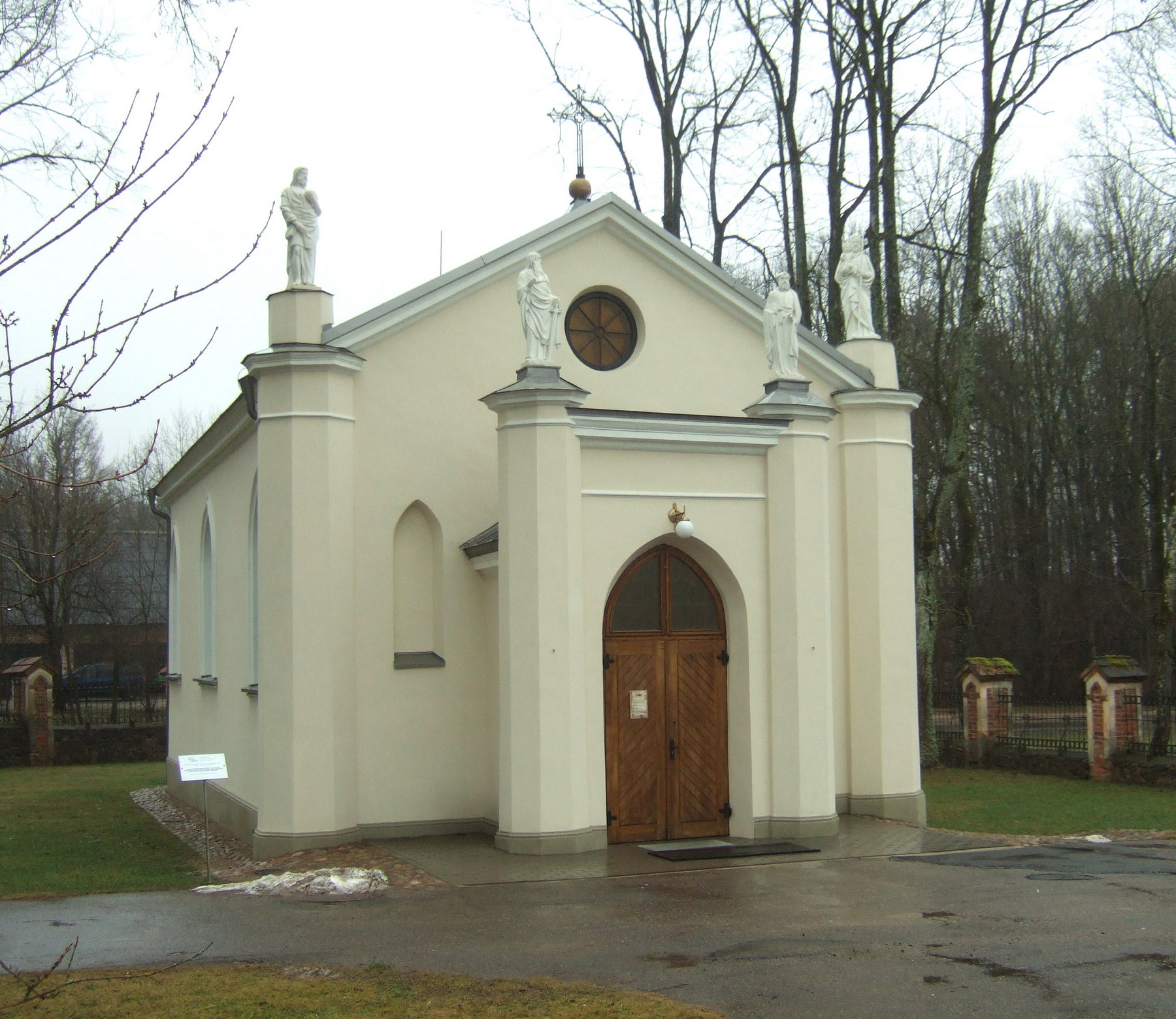
kaplica w Wace Trockiej

## Proboszczowie
- ks. Alfred Grzybowski (1906 – 1909)
- ks. Aleksander Łoszakiewicz (1909 – 1919)
- ks. Jan Lamajć (1919 – 1920)
- ks. Franciszek Kaczmarek (1920 – 1921)
- ks. Józef Cyrankiewicz (1921 – 1923)
- ks. Henryk Wojniusz (1923 – 1931)
- ks. Stanislaw Tracewski (1931 – 1933)
- ks. dr Kazimierz Kułak (1933 – 1957)
- ks. Vaclovas Alulis MIC (1957 – 1962)
- ks. Juozas Urbanas (1962 – 1966)
- ks. Ignas Paberzis (1966 – 1968)
- ks. Bronius Sakavičius (1968 – 1991)
- ks. Vytautas Rudis (1991 – 1993)
- ks. Mirosław Grabowski (1993 – 2000)
- ks. Tadeusz Aleksandrowicz (2000 – 2010)
- ks. Gintaras Petronis (2010 – ?)[3]
- ks. Paweł Palul[5]